# Mayko Nguyen
Pour les articles homonymes, voir Nguyen.
Mayko Nguyen, née le 19 avril 1980 à Vancouver, est une actrice canadienne.

## Biographie
Mayko Nguyen est d’origine vietnamienne. Elle a joué dans une série qui se nomme Slasher où elle jouait le rôle de la directrice du journal de la ville.

## Filmographie
- 2002 : Mysterious Ways (série télévisée) : la seconde fille
- 2004 : Wild Card (série télévisée) : Anne Marie Navin
- 2004 : Going the Distance : Jill
- 2005 : Tilt (série télévisée) : Cathy Kwan
- 2005 : Lie with Me : l'amie de Victoria
- 2006 : 11 Cameras (série télévisée) : Sarah
- 2006 : Relative Chaos (téléfilm) : April
- 2006 : Why I Wore Lipstick to My Mastectomy (téléfilm) : Donna
- 2008 : Princess (téléfilm) : Sophie Baxter
- 2004-2008 : ReGenesis (série télévisée) : Mayko Tran
- 2006-2008 : Rent-a-Goalie (série télévisée) : Stuart, la fille gothique
- 2009 : B.J. Fletcher: Private Eye (série télévisée) : Donna
- 2009 : The Last New Year : Courtnay
- 2009 : The Listener (série télévisée) : Jennifer Fawcett
- 2009 : U.S. Attorney (téléfilm) : Laura
- 2010 : Bloodletting & Miraculous Cures (mini-série) : Ming
- 2010 : This Movie Is Broken : l'attachée de presse
- 2009-2010 : Being Erica (série télévisée) : Antigone
- 2011 : Republic of Doyle (série télévisée) : doctoresse Annie Price
- 2011 : Against the Wall (série télévisée) : Mackie Phan
- 2012 : Good God (série télévisée) : Lin
- 2012 : Continuum (série télévisée) : doctoresse Melissa Dobeck
- 2012 : The Firm (série télévisée) : Olivia Danville
- 2011-2012 : Rookie Blue (série télévisée) : Sue Tran
- 2013 : Survival Code (téléfilm) : Hoshi
- 2013 : Motive (série télévisée) : Beth Mason
- 2013 : Stag : Caroline
- 2013 : Cracked (série télévisée) : détective Elizabeth Liette
- 2014 : Working the Engels (série télévisée) : Emily
- 2015 : Defiance (série télévisée) : Volubela
- 2016 : Slasher : Le Bourreau (série télévisée) : Alison Sutherland
- 2015-2019 : Killjoys (série télévisée) : Delle Seyah Kendry
- 2015-2016 : Witch Like Me : Diana[1]
- 2016 : Below Her Mouth : Joslyn
- 2016 : Buckout Road : Stephanie Hancock
- 2017 : Anon : détective Dyer
- 2019 : Hudson et Rex : chef de la police scientifique Dr Sarah Truong